# SLM-Universalantrieb

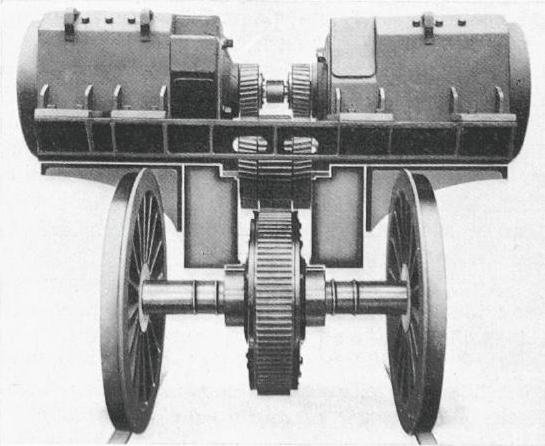
SLM-Universalantrieb:
nicht gezeigt sind die am Lokomotivkasten befestigten Lagerbuchsen des die Triebachse umschließenden Zahnrads (Großrad)

Der SLM-Universalantrieb oder Universal-Antrieb Winterthur ist ein vom Schweizer Ingenieur Jakob Buchli entwickelter Antrieb für Elektrolokomotiven. Nach der Entwicklung des erfolgreichen Buchli-Antriebes wechselte Buchli 1924 von BBC zur SLM und konstruierte dort den Universalantrieb.

## Konstruktion

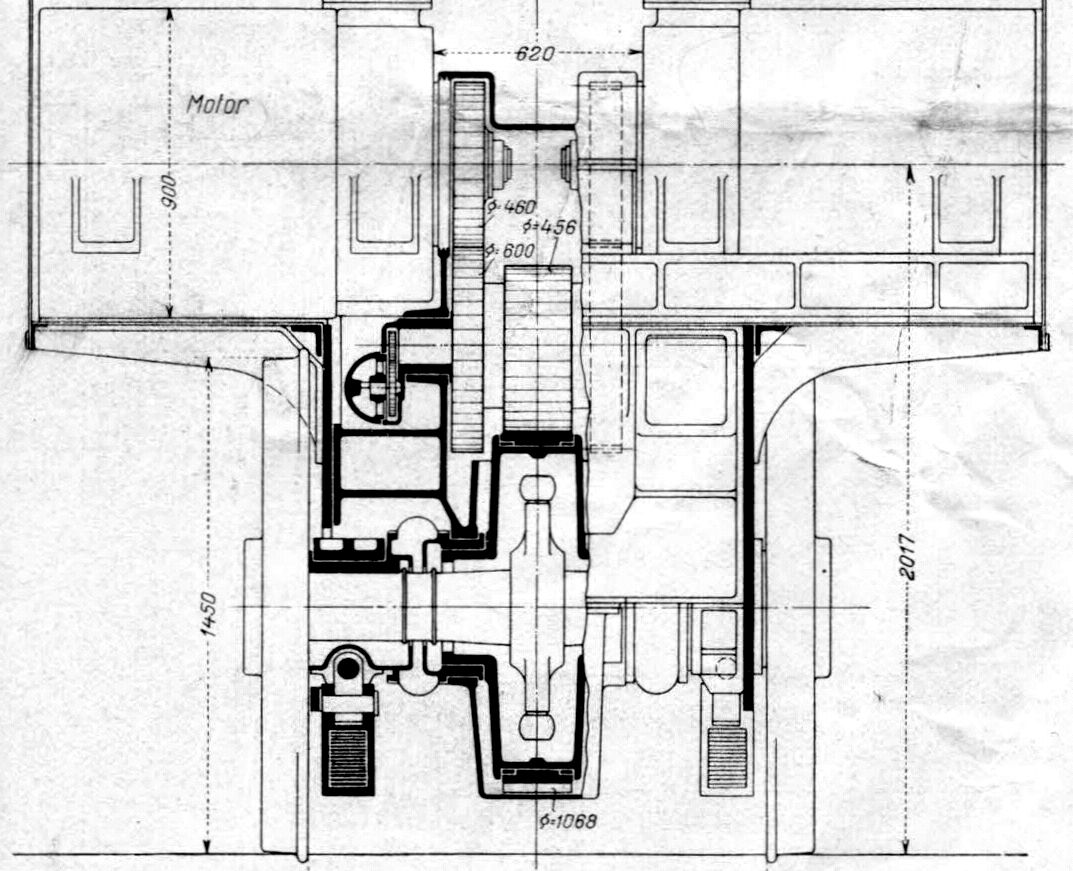
SLM-Universalantrieb, Schnittzeichnung
von der im Großrad (Ø 1068 mm) eingebauten Kreuzkupplung sind nur die beiden Ausleger der Triebachse mit kugeligen Köpfen gezeichnet

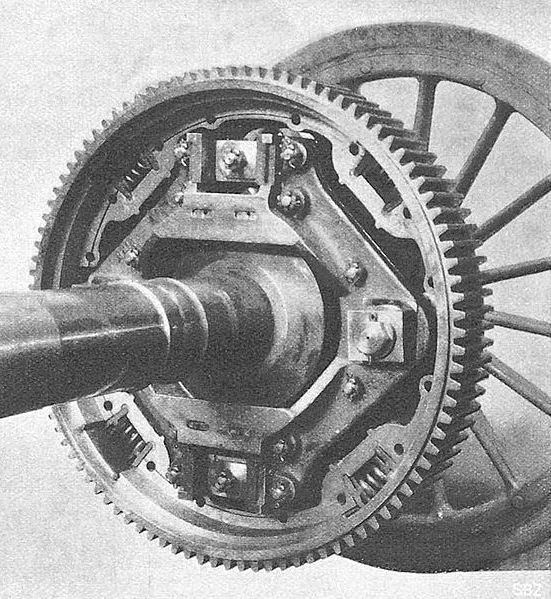
SLM-Universalantrieb:
Großrad und Kreuzkupplung umfassen die Radsatzwelle

Im Unterschied zu seinem von der BBC gefertigten Buchli-Antrieb (früher auch BBC-Antrieb) verwendete Buchli in der Neukonstruktion eine weniger Unwuchten verursachende, die Relativbewegung zwischen Motor und Triebachse ausgleichende Kupplung, eine sogenannte Kreuzkupplung (Funktionsprinzip: Oldham-Kupplung). Der Antrieb erfolgte nicht mehr außen an einem Rad der Triebachse, sondern mittig auf die Achse. Wegen der Federung der Radsatzwelle gegen den Fahrzeugrahmen wurden das im Fahrzeugrahmen gelagerte Großrad des Getriebes und seine Achsstummel mit großem Durchmesser hohl (Hohlwellenantrieb) ausgebildet. Der Hohlraum stellte den Platz für den Federweg der Radsatzwelle zur Verfügung. Das Mittelteil der radial ausgleichenden Kreuzkupplung umfasste ebenfalls die Radsatzwelle.
Zur Leistungssteigerung wurden zwei parallel laufende, in Reihe geschaltete Elektromotoren verwendet. Der Begriff Universalantrieb kam u. a. wegen der einfachen Anpassbarkeit für verschieden schnell fahrende Lokomotiven zustande. Die Zahnradgetriebe zwischen den Motoren und der Triebachse wurden zweistufig ausgeführt, was die Wahl des in der bestellten Lok erforderlichen Übersetzungsverhältnis sehr vereinfachte.

## Bewährung
Die kompakte und relativ leichte Ausgleichskupplung sorgte für kleine ungefederte Massen. Der Antrieb war jedoch für Wartungs- und Reparaturarbeiten schwer zugänglich. Die Zahnräder hatten den Belastungen nicht immer standgehalten und wurden schnell abgenutzt. Beim Personal waren die Lokomotiven mit SLM-Universalantrieb wegen ihrer heulenden Getriebe unbeliebt.
Mit dem Aufkommen der Drehgestelllokomotiven mit zwei Antrieben (laufachslose Drehgestelle) seit den 1940er Jahren verlor der SLM-Universalantrieb seine Berechtigung.

## Lokomotiven mit SLM-Universalantrieb
| Land            | Gesellschaft | Baureihe      | Anzahl | Bauzeit   | Hersteller                   | Achsfolge               | Einsatz     | Bild |
| --------------- | ------------ | ------------- | ------ | --------- | ---------------------------- | ----------------------- | ----------- | ---- |
| Deutsches Reich | DR           | E 21 51       | 1      | 1927      | BEW (elektr.), LHW (mechan.) | 2’Do1’                  | Schnellzüge |      |
| Indien          | GIPR         | EA/1          | 22     | 1928–1930 | SLM, Metrovick               | 2’Bo(A1)’               | Schnellzüge |      |
| Indien          | GIPR         | EA/2          | 1      | 1938      | SLM, Metrovick               | 2’Bo(A1)’               | Schnellzüge |      |
| Schweiz         | SBB          | Ae 8/14 11851 | 1      | 1932      | SLM, MFO                     | (1A)A1A(A1)+(1A)A1A(A1) | Güterzüge   |      |
| Schweiz         | SBB          | Ae 8/14 11852 | 1      | 1938      | SLM, BBC                     | (1A)A1A(A1)+(1A)A1A(A1) | Güterzüge   |      |
| Schweiz         | SBB          | Ae 4/6        | 12     | 1941–1944 | SLM, BBC, MFO, SAAS          | (1A)Bo(A1)              | Schnellzüge |      |
| Niederlande     | NS           | 1000          | 10     | 1948      | SLM, Werkspoor               | (1A)Bo(A1)              | Güterzüge   |      |